# Montes Cotswold
Los montes Cotswold o Cotswolds son una serie de colinas en la zona sudoeste y oeste de Inglaterra, que abarcan un área de unos 40 km x 145 km. La zona ha sido denominada como "La zona Cotswold de Belleza Natural Sobresaliente" (Cotswold Area of Outstanding Natural Beauty). Su punto más elevado es la colina Cleeve que mide 330 m, a unos 4 km al norte de Cheltenham.
Los Cotswolds se encuentran dentro de los denominados ceremonial counties de Gloucestershire y Oxfordshire, pero se extienden hacia partes de Wiltshire, Somerset, Worcestershire, y Warwickshire. Las colinas dan su nombre al distrito del gobierno local en Gloucestershire, que administra gran parte de esta zona.
El área está definida por la roca madre de la piedra caliza jurásica que crea un tipo de hábitat de pastizales poco común en el Reino Unido y que se extrae de la piedra Cotswold de color dorado.